# Glyptogermarostes oberthueri
Glyptogermarostes oberthueri is een keversoort uit de familie Hybosoridae. De wetenschappelijke naam van de soort is voor het eerst geldig gepubliceerd in 1982 door Paulian.